# Certosa di Pavia (Lombardei)
Certosa di Pavia ist eine norditalienische Gemeinde (comune) mit 5517 Einwohnern (Stand 31. Dezember 2023) in der Provinz Pavia in der Lombardei. Die Gemeinde liegt etwa 7 Kilometer nordnordwestlich von Pavia und etwa 24,5 Kilometer südsüdwestlich von Mailand. Der Verwaltungssitz befindet sich im Ortsteil Torre del Mangano.

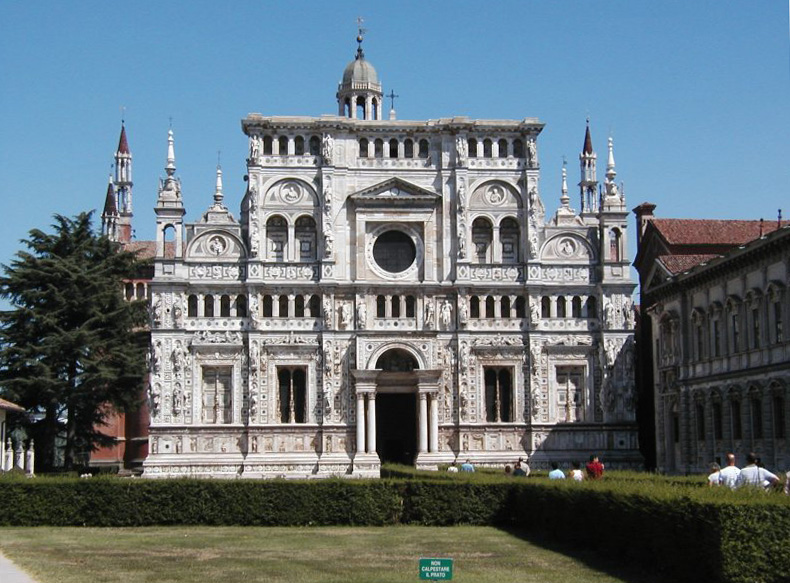
Das Kloster Certosa di Pavia („Gratiarum Chartusiae“)

## Geschichte
Das gleichnamige Kloster in der Gemeinde wurde 1396 gegründet. Die Gemeinde in der heutigen Form entstand 1929 durch den Zusammenschluss der heutigen Ortsteile und damals eigenständigen Gemeinden Torre del Mangano, Torriano und Borgarello, wobei letztere 1958 wieder ausschied.

## Verkehr
Certosa di Pavia liegt mit einem Bahnhof an der Bahnstrecke Mailand–Genua. Durch die Gemeinde führt die frühere Strada Statale 35 dei Giovi (heute eine Regionalstraße) von Genua kommend nach Ponte Chiasso.